# 高橋駿 (野球)
高橋 駿（たかはし しゅん、1997年9月15日 - ）は、静岡県静岡市葵区出身のプロ野球選手（内野手）。右投右打。くふうハヤテベンチャーズ静岡所属。

## 経歴
野球経験者の父親の影響で小学校1年生の時にソフトボールに出会い、井宮ドジャースで6年間プレーを続けた。どの学年でも4番打者を務め、6年生時にはチームが県の大会で優勝した。
静岡市立籠上中学校では軟式野球部に所属していた。小学校時代ほどの活躍はできず、「苦しい時期」だったと回想している。中学の顧問から「お前は試合に出られるチームがいい」と進言され静岡県立静岡西高等学校に進学し、野球部では監督の勧めで投手に転向して、エースを務めた。3年間で公式戦勝利は2度だけであった。ただし高橋自身は漫画『MAJOR』のファンだったこともあり、弱いチームを自分が強くすることにやりがいを覚え、研究して技術を磨くことが楽しかったという趣旨を述べている。3年夏の大会で初戦敗退を喫したあとも、大学でのプレーを見据え、野球部の練習に参加した。
東海地区大学野球岐阜県リーグの岐阜聖徳学園大学に進学すると監督の小山貴本の目に留まり、1年春から起用され、早々に一塁手のレギュラーを獲得した。2年春と3年春にはベストナインを獲得する活躍を見せ、4年生のときはキャプテンを務めた。大学卒業後はクラブチームの山岸ロジスターズで2年間プレーした。
2022年3月にアジアンブリーズに参加したのち、ベースボール・チャレンジ・リーグ（ルートインBCリーグ）の茨城アストロプラネッツに入団。5月29日にアメリカのサマーリーグであるインターナショナルリーグでプレーするため一度チームを退団した。同リーグではレッドモンド・デューズに入団し、リーグトップの本塁打と打点を記録した。8月に茨城へ再入団し、月間MVPを受賞するなどBCリーグでも活躍を見せた。
2023年は九州アジアリーグの北九州下関フェニックスに入団し、主にDHとして起用された。シーズン終了後のみやざきフェニックス・リーグに出場した日本独立リーグ野球機構の選抜選手に入り、横浜DeNAベイスターズとの試合では4打数4安打（うち二塁打2）8打点という活躍を見せた。
2023年12月7日、2024年シーズンから日本野球機構のウエスタン・リーグに新規参入する地元球団・くふうハヤテベンチャーズ静岡に入団することが発表された。番号は24。2024年1月の時点ではNPB未経験者の中ではチーム最年長であり、チームの初代主将に選ばれた。同年はチームで一番多く一塁手のポジションに就き（42試合）、計78試合に出場して、打率.201、1本塁打、6打点の成績だった。

## 詳細情報

### 独立リーグでの打撃成績
出典は一球速報.com。
| 年 度    | 球 団    | 試 合 | 打 席 | 打 数 | 得 点 | 安 打 | 二 塁 打 | 三 塁 打 | 本 塁 打 | 塁 打 | 打 点 | 盗 塁 | 盗 塁 死 | 犠 打 | 犠 飛 | 四 球 | 敬 遠 | 死 球 | 三 振 | 併 殺 打 | 打 率 | 出 塁 率 | 長 打 率 | O P S |
| -------- | -------- | ----- | ----- | ----- | ----- | ----- | -------- | -------- | -------- | ----- | ----- | ----- | -------- | ----- | ----- | ----- | ----- | ----- | ----- | -------- | ----- | -------- | -------- | ----- |
| 2022     | 茨城     | 24    | 87    | 80    | 8     | 24    | 4        | 1        | 1        | 33    | 14    | 1     | 1        | 0     | 1     | 4     | -     | 2     | 14    | 2        | .300  | .345     | .412     | .757  |
| 2023     | 北九州   | 55    | 96    | 87    | 11    | 31    | 6        | 1        | 1        | 42    | 15    | 1     | 0        | 0     | 0     | 7     | -     | 2     | 10    | 1        | .356  | .417     | .483     | .900  |
| BCL：1年 | BCL：1年 | 24    | 87    | 80    | 8     | 24    | 4        | 1        | 1        | 33    | 14    | 1     | 1        | 0     | 1     | 4     | -     | 2     | 14    | 2        | .300  | .345     | .412     | .757  |
| KAL：1年 | KAL：1年 | 55    | 96    | 87    | 11    | 31    | 6        | 1        | 1        | 42    | 15    | 1     | 0        | 0     | 0     | 7     | -     | 2     | 10    | 1        | .356  | .417     | .483     | .900  |

### 背番号
- 5 （2022年）
- 13 （2023年）
- 24 （2024年 - ）